# Центральный банк Объединённых Арабских Эмиратов
Центральный банк Объединённых Арабских Эмиратов (араб. مصرف الإمارات العربية المتحدة المركز‎, англ. Central Bank of the United Arab Emirates) — центральный банк Объединённых Арабских Эмиратов, возглавляющий Банковскую систему ОАЭ.

## История
До 1959 года денежной единицей княжеств была индийская рупия, эмиссию которой производил Резервный банк Индии. В 1959 году Резервный банк Индии выпустил для княжеств специальную денежную единицу — рупию Персидского залива, которая заменила индийскую рупию. Рупия Персидского залива была приравнена к индийской рупии. После девальвации в июне 1966 года индийской рупии и последовавшей за ней девальвации рупии Персидского залива на 36,5 % княжества отказались от этой валюты. Однако в выборе денежной единицы они не пришли к согласию: в июне 1966 года Абу-Даби ввёл бахрейнский динар, остальные — риял Саудовской Аравии. В сентябре 1968 года вместо саудовского рияла был введён риал Катара и Дубай, выпускавшийся Валютным советом Катара и Дубай.
После образования ОАЭ 19 мая 1973 года был принят Закон № 2 о создании Валютного совета ОАЭ (UAE Currency Board), получившего право эмиссии единой валюты княжеств — дирхама ОАЭ.
10 декабря 1980 года принят Закон № 10 о преобразовании Валютного совета ОАЭ в Центральный банк ОАЭ.

## Функции и полномочия
В соответствии со Статьёй 5 Закона № 10, Центральный банк ОАЭ «направляет денежную, кредитную и банковскую политику и контролирует их осуществление в соответствии с общей политикой государства таким образом, чтобы поддерживать развитие национальной экономики и стабильность валюты».
Для достижения своих целей Закон № 10 дает Центральному банку ОАЭ следующие полномочия и возлагает следующие обязанности:
- эмиссия национальной валюты;
- поддержание стабильности валюты внутри страны и за её пределами, обеспечение её свободной конвертируемости в иностранные валюты;
- проведение кредитной политики таким образом, чтобы способствовать сбалансированному росту национальной экономики;
- организация и продвижение банковской деятельности и контроль за эффективностью банковской системы ОАЭ;
- выполнение функций банка правительства страны в установленных законодательством пределах;
- консультирование правительства по финансовым и монетарным вопросам;
- поддержание золотого запаса страны и резервов иностранных валют;
- функционирование в качестве главного банка страны;
- представление финансовых интересов государства в Международном валютном фонде, Международном банке реконструкции и развития и других международных и арабских фондах и учреждениях, и осуществлять операции государства с указанными организациями.